# Rhodomyrtus montana
Rhodomyrtus montana är en myrtenväxtart som beskrevs av Gordon P. Guymer. Rhodomyrtus montana ingår i släktet Rhodomyrtus och familjen myrtenväxter. Inga underarter finns listade i Catalogue of Life.